# Aeranthes ramosa
Aeranthes ramosa är en orkidéart som beskrevs av Robert Allen Rolfe. Aeranthes ramosa ingår i släktet Aeranthes och familjen orkidéer. Inga underarter finns listade i Catalogue of Life.